# 金刚 (1933年电影)
《金剛》是一部1933年上映的美國前法典荷里活冒險恐怖怪獸電影，由梅里安·C·庫珀與厄內斯特·B·舍德薩克共同執導與製作，特效由威利斯·H·奧布萊恩負責，配樂則由馬克斯·史坦納譜寫。該片由雷电华电影製作與發行，是金剛系列的首部作品，結合了真人拍攝與使用後投影的定格動畫技術。本片的構想來自庫珀萌生的念頭，即拍攝一部關於巨型大猩猩對抗現代文明的電影。主演包括費·芮、羅伯特·阿姆斯特朗與布魯斯·卡博特。劇情講述一支探險隊在一座失落的史前島嶼上發現了名為金剛的巨大猩猩，牠對一位被當作祭品的女子產生情感。以及他如何被捕獲並被強行帶到文明世界的故事。
《金剛》最初於1933年4月7日在美國上映，獲得眾多好評，特別讚揚其定格動畫與配樂。在最初上映期間，該片獲得了65萬美元的利潤，到1952年重新上映時已增加至2,847,000美元。電影曾因審查制度而刪減若干場景，這些畫面於1970年被恢復。1991年，美國國會圖書館認定該片具有「文化、歷史與美學上的重要性」，並將其選入國家電影登記表保存。 2010年，該片被爛番茄評選為史上最偉大的恐怖電影，並列為影史上第56部最佳電影。 各種新版電影也陸續推出。同年還製作了續集《金剛之子》，此外金剛系列還發展出多部電影作品，包括1976年和2005年的兩部重拍版。其角色與故事現已進公有領域；該片在美國的版權預計於2029年公有領域屆滿。 關於該片的分析主題包括種族刻板印象、安與其他角色之間的關係，以及自然與文明之間的衝突等
。

## 故事大綱
在紐約港，以拍攝偏遠地區和異國生物電影聞名的製片人卡爾·丹漢為了拍攝新作品而包下恩格爾·霍恩船長的「冒險號」，他在紐約街頭發掘出女主角安·達洛，向她保證未來會有精彩的冒險。安答應之後，遇到了她之後的伴侶傑克·德里斯科。船航行六周後，抵達了骷髏島，當地的山有著像頭骨的外型，因而得名。島上還有巨型木門和巨大的城牆，以及傳說中一種叫金剛的可怕生物。在上岸後，丹漢的團隊發現一個原住民部落，部落正在舉行儀式，準備將一名年輕女子獻祭，讓她做「金剛的新娘」，當酋長見到安後便停止儀式，要求用六個部落女子交換安這位金髮美女，但恩格爾拒絕了他。
當晚，傑克和安墜入情網。原住民偷偷上船綁架了安，帶她穿過大門、將她放上祭壇獻祭給巨大猩猩「金剛」。丹漢發現此事後隨即率人進入叢林拯救安，他們沿途遇到劍龍、雷龍等恐龍，設法擊敗了牠們，但傑克之外的船員也都陣亡。在安要遭到霸王龍、薄片龍和翼龍攻擊時，金剛現身保護了安並殺死牠們，傑克趁著金剛攻擊安時救走了安，將她帶回原住民部落。金剛追著他們跑到部落，儘管有巨大木門阻擋，金剛仍撞開大門，摧毀部落，最終丹漢用催淚彈將金剛打昏，並打消電影拍攝計畫，將金剛帶回紐約，改為展覽。
金剛被重重鐵鍊綑綁，被以「世界第八大奇蹟──金剛」的名堂在百老匯展出。訂了婚的傑克和安被帶上舞台，與金剛合照。攝影機的連串閃光燈激怒了金剛，讓金剛誤以為他們在攻擊安。金剛掙脫鐵鍊，觀眾倉皇逃離，安逃進旅館房間，金剛再次找到安並抓著她穿過城市、打壞火車、最終登上帝國大廈。傑克建議警方使用飛機，在不打傷安的情況下殺死金剛，四架戰機起飛後攻擊金剛，中途有一架戰機被毀，而其餘戰機趁著金剛放下安時，將其打下，金剛在墜落之前，再次看向安，之後牠再次被擊中，從帝國大廈頂端墜落而亡。
傑克和安團聚，回到地面。人群圍著金剛的屍體，當一名警察表示是飛機殺死了金剛時，丹漢說：「哦，不，殺死野獸的不是飛機，而是美女。」

## 演員
- 費·芮：飾 安·達羅（Ann Darrow）
- 勞勃·阿姆斯壯（英语：Robert Armstrong）：飾 卡爾·丹漢（Carl Denham）
- 布魯士·嘉勃（英语：Bruce Cabot）：飾 傑克·德里斯科（John "Jack" Driscoll）
- 法蘭克·賴歇爾（英语：Frank Reicher）：飾 恩格爾·霍恩船長（Captain Englehorn）
- 山姆·哈迪（英语：Sam Hardy (actor)）：飾 查爾斯·威士頓（Charles Weston）
- 諾布林·約翰遜（英语：Noble Johnson）：飾 土著酋長（Native Chief）
- 史蒂夫·克萊門特（英语：Steve Clemente）：飾 巫王（Witch King）
- 黃志強（英语：Victor Wong (actor, born 1906)）：飾 查理（Charlie）
- 埃弗雷特·布朗（英语：Everett Brown）：飾 身穿原住民服裝的猿人（the Native in Ape Costume (uncredited)）

費·芮因參演《四枚羽毛》便與導演庫珀和舍德薩克建立了交情，之後也在《最危險的獵物》中擔任女主角。當《金剛》的製作獲得批准後，庫珀希望女主角的金髮造型能與金剛的黑色毛髮形成鮮明對比。他曾考慮由多蘿西·喬丹、珍·哈露與琴吉·羅傑斯等人擔綱，但最終選定了芮，並要求她配戴金色假髮演出。芮表示，自己之所以接演，與其說是因劇本吸引，不如說是被庫珀的熱情打動。根據自傳《On the Other Hand》記載，庫珀曾告訴她將與「好萊塢最高大、膚色最黑的男主角」合作，她起初以為指的是克拉克·盖博，但庫珀隨即拿出一張金剛攀登帝國大廈的照片給她看。
勞勃·阿姆斯壯同樣參演過《最危險的獵物》，並在拍攝過程中成為庫珀與舍德薩克的親信，最終獲選在《金剛》中飾演卡爾·丹漢一角。鑒於1933年前後以動物為題材的探險電影票房普遍不理想，《金剛》在製作時特別強調愛情元素，而非單純聚焦叢林與野獸。宣傳海報上可見安躺在丹漢懷中的畫面，並搭配標語：「他們的心靈為之震撼……因為金剛出現了！一段橫跨時代的現代愛情故事！」。儘管電影中實際描寫的是安與德里斯科之間的戀情，片商在宣傳時仍主打已有知名度的阿姆斯壯，而非當時仍屬無名之輩的嘉勃。
另一方面，布魯士·嘉勃是在大衛·O·塞爾茲尼克的發掘下進入影壇，並於《猟奇島》的試鏡中與庫珀結識。他後來也參加了《金剛》的試鏡，但起初誤以為是徵選「喬爾·麥克雷的替身演員」（製作方原本曾考慮由麥克雷飾演德里斯科爾），一度萌生退意。經庫珀解釋後，他才明白誤會，最終成功獲選演出德里斯科爾一角。當時的嘉勃尚屬新人，演技仍不成熟，他回憶自己拍攝《金剛》的經歷時表示：「我只是站在該站的位置，聽從指示行動，然後領了片酬」。
在飾演探險船「冒險號」船員的演員中，多為特技演員或臨時演員，如詹姆斯·戴姆James Dime等人，其他演員如詹姆斯·弗拉文飾演二副布里格斯，艾塔·麥克丹尼爾飾演一位土著母親，她從金剛的暴行中救出一個孩子，薇洛妮卡·巴爾夫飾演一名紐約女士，目睹了金剛在紐約的混亂場面，詹姆斯·迪梅扮演一名船員，導演梅里安·C·庫珀在電影的最後場景中扮演攻擊金剛的飛行員和機槍手肖德薩克，然而兩人並未在片尾演職員表中列名。

## 製作

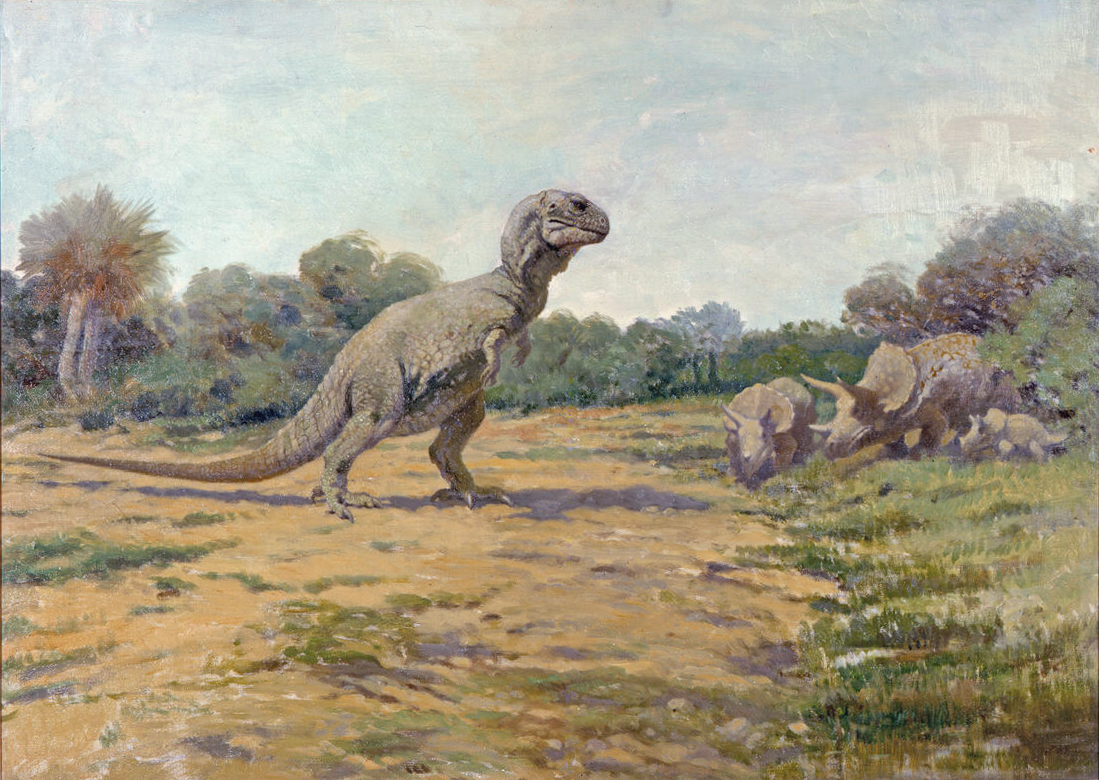
查爾斯·R·奈特筆下的暴龍，位於美國自然歷史博物館，為電影中巨型獸腳類恐龍的設計原型

《金剛》的聯合導演厄內斯特·B·舍德薩克早在執導1927年電影《象王奇遇記》與1931年電影《蘭戈》時，便與梅里安·C·庫珀合作，實地在叢林環境中拍攝以猴子為主角的場景。這種真實自然的野外拍攝手法，成為後來《金剛》製作靈感的重要基礎。
1930年，隨著類似主題電影的熱潮興起，Congo Pictures推出了一部偽紀錄片《英加吉》，號稱呈現「非洲巨猩獻祭活人女子」的真實影像，卻被普遍視為帶有強烈種族偏見的剝削電影，該片暗示非洲女性與大猩猩發生性行為並生下類似猿類的嬰兒。儘管如此，《英加吉》上映後取得巨大商業成功，據估計票房收入超過400萬美元，成為1930年代最賣座的電影之一。庫珀雖然從未公開承認《英加吉》為《金剛》的靈感來源，但外界普遍認為雷電華批准製作《金剛》，正是受到《英加吉》「大猩猩＋性感女性＋危險環境＝高票房」這一成功公式的啟發。

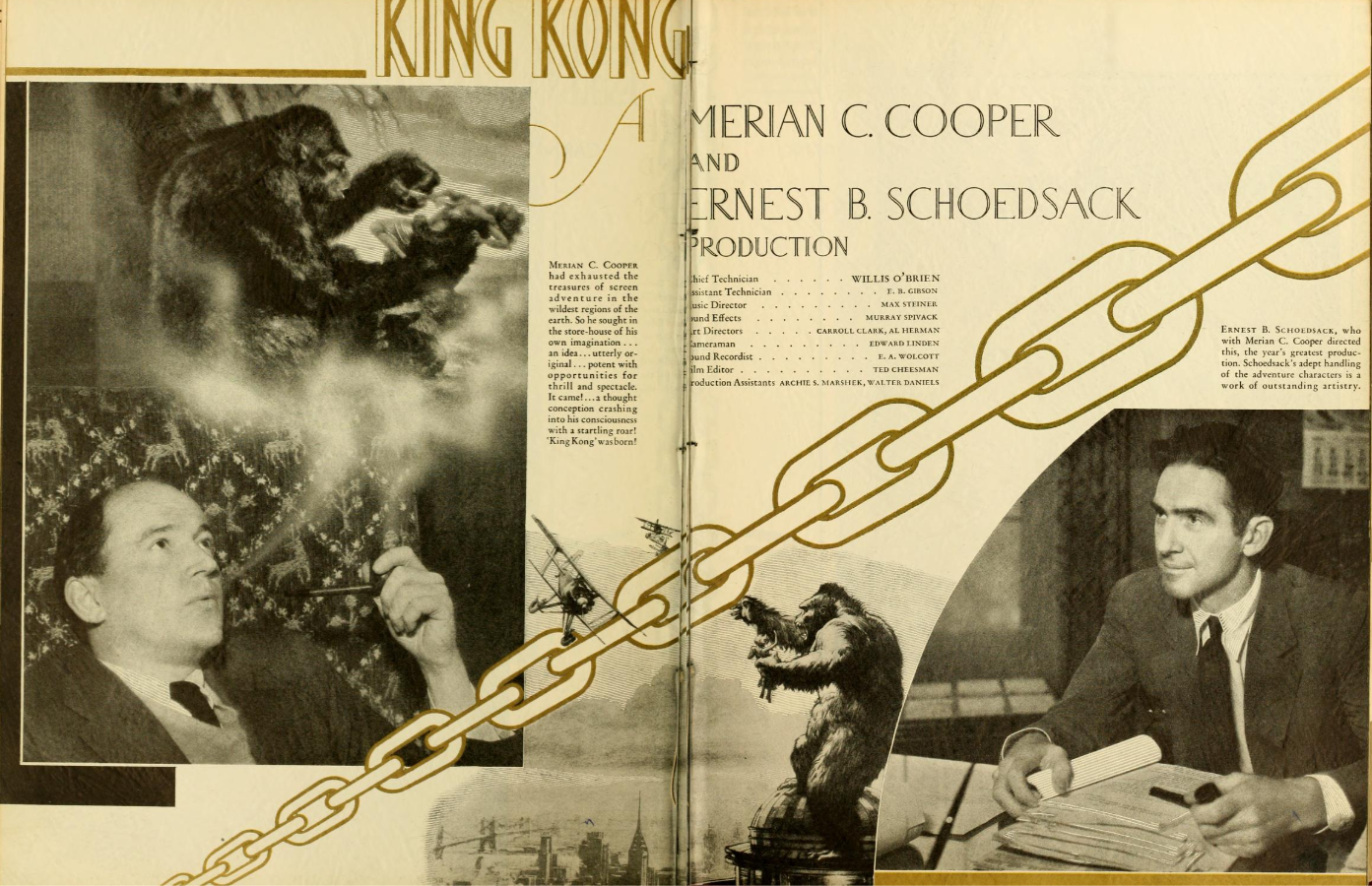
梅里安·C·庫珀與厄內斯特·B·舍德薩克共同發展《金剛》的過程。

自1929年起，庫珀便萌生拍攝大猩猩題材電影的構想。 他受到好友W·道格拉斯·柏登探險經歷的啟發，曾計畫前往科莫多島的叢林取景。 在閱讀柏登著作《The Dragon Lizards of Komodo》後，庫珀構思出大猩猩與巨型蜥蜴搏鬥的經典場景，這也被視為影響電影最終成形的關鍵靈感之一。 1931年，庫珀加盟雷電華後，決定在劇情中融入「美女與野獸」的主題。 電影開頭所引用的所謂「阿拉伯諺語」，實為庫珀自創：「看哪！野獸望見美女之面，遂止其殺意，自此，牠便如死一般。」 庫珀原本計畫親赴非洲及科莫多島實地拍攝，但因製作費過高，雷電華高層最終決定放棄此方案。 彼時，雷電華正面臨大蕭條帶來的破產危機，資金狀況相當緊張。
定格動畫師威利斯·奧布萊恩在得知庫珀有意拍攝以大猩猩為主題的電影後，特別繪製了一幅描繪大猩猩抱著女子的構想圖，並呈交給庫珀。隨後，庫珀要求製作相關試片，並獲得製片人塞爾茲尼克批准展開實驗拍攝。 奧布萊恩在試片中嘗試多種不同場景，最終有兩段試片內容被納入正式電影，包括金剛與暴龍激烈搏鬥，以及金剛將人從原木上抖落的戲碼。 該試片的製作與《最危險的獵物》同時進行。 同時期，庫珀著手聘請演員並搭建實景場景，《金剛》中叢林的實景拍攝即利用了《最危險的獵物》所搭建的場景。 庫珀負責真人拍攝部分，待舍德薩克完成《最危險的獵物》的後期製作後，才轉由舍德薩克接手拍攝其他場景。 之後由舍德薩克指導真人鏡頭，庫珀則專注於與動畫畫面結合的製作。 馬塞爾·德加多負責設計金剛、恐龍及人類模型，初期這些模型尚未裝配骨架結構（骨架結構）。 經過約三個月的試片製作，最終完成初步成片。 試片獲得公司高層認可後，庫珀隨即著手擴展劇情內容。 奧布萊恩的創意亦深刻影響劇情發展，他建議將電影中的金剛塑造成被角色視為神祇般的存在。

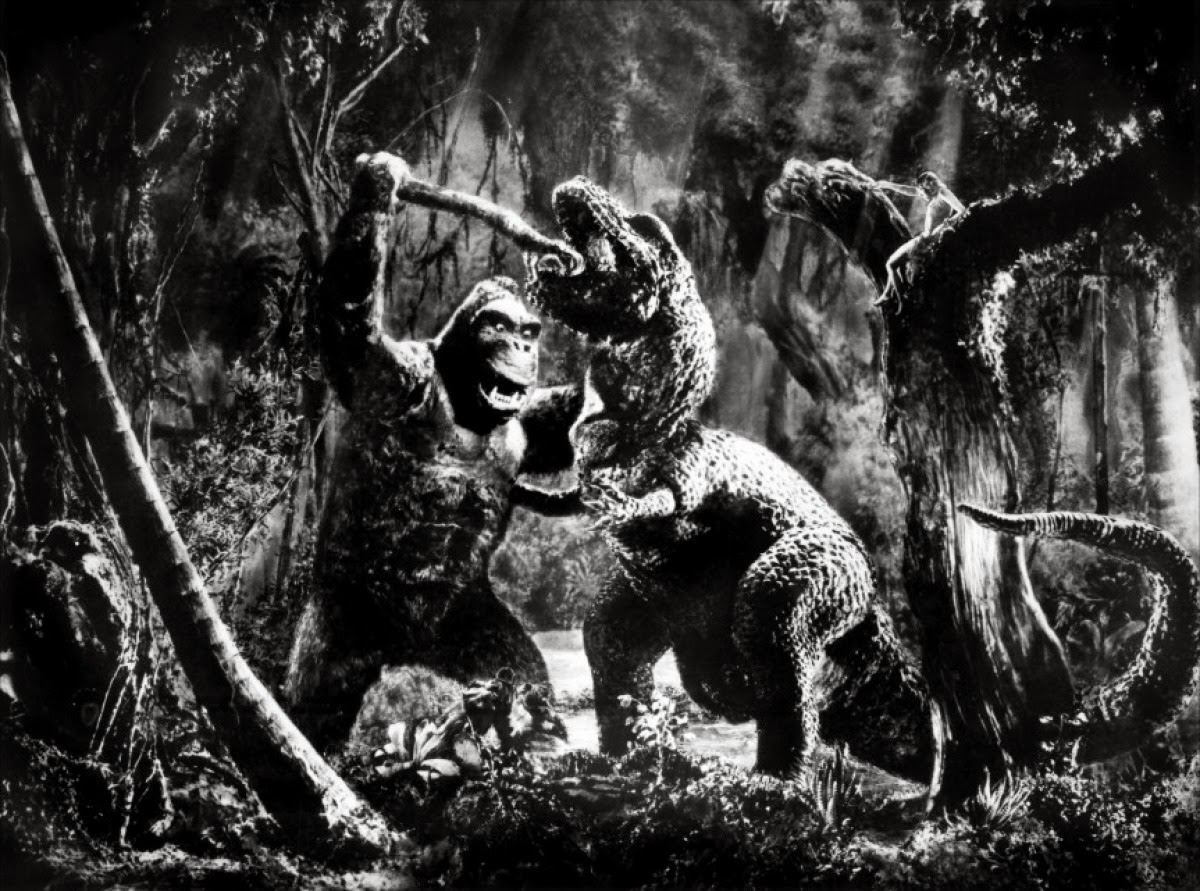
宣傳圖描繪金剛與「暴龍」激烈對決，但庫珀在接受電影歷史學者魯迪·貝爾默訪問時強調，實際對手應為異特龍。

儘管劇本尚未完成，電影拍攝工作已提前展開。 庫珀聘請埃德加·華勒斯負責劇本創作， 華勒斯於1931年12月開始動筆，並根據庫珀對劇情的期望進行構思。 其初稿包含數起性侵未遂情節，最終由露絲·羅斯予以刪除。 草稿中亦描繪了角色間的種族緊張關係。 華勒斯曾表示：「我仍希望創作出一部不依靠屍體便能成功的優秀恐怖片，我堅信《金剛》會大獲成功。」 1932年1月華勒斯完成初稿， 但一個月後便去世。 其部分構想得以保留並反映在正片中，例如金剛撕扯安服裝的經典場景。 同時，他也粗略勾勒了紐約場景與叢林追逐戲，與成片情節相呼應。 隨後詹姆斯·A·克里曼接手劇本改寫。
克里曼的改稿改變了部分角色設定，將丹漢塑造成安的殘暴叔叔，但這一設定遭庫珀反對，稱其「反派過於沉重」。 他保留了華勒斯設計的叢林追逐場景，但調整成電影的最終版本。 然而，克里曼難以滿足庫珀對劇情的要求，認為故事元素過於幻想，缺乏真實感。 他曾抱怨：「故事有其合理極限，超出後便不合邏輯。」 即使依照庫珀構想撰寫，對白依舊冗長。 庫珀對克里曼的成果不滿，導致其於1932年6月退出項目。
庫珀隨後難尋合適編劇，直到1932年7月才聘請從未寫過劇本的露絲·羅斯加入團隊。 羅斯重寫了克里曼大部分對白， 並在編寫城市場景時為紐約序幕增添潤飾。 她成功融入安與傑克之間的愛情主線，這是前任編劇未能妥善處理的部分。 同時，她為整體劇情注入更濃厚的童話色彩。 電影上映時，劇本功勞多歸於華勒斯，因庫珀承諾予以編劇名份，且製片公司欲藉此借助華勒斯名氣提升電影宣傳效果。

#### 版權問題
《金剛》的創作靈感部分來自於同期經典電影，如《殭屍誌異》與《科學怪人》，這些作品對《金剛》的影響深遠。由於相似題材與元素，雷電華高層擔憂該片可能涉及版權侵權問題，遂諮詢公司法律顧問以評估風險。 此外，電影與《英加吉》、《莫爾格街凶殺案》、《地心歷險記》及《失落的世界》等作品在題材上存在相似之處，尤其以《失落的世界》引發最高層的警覺，因兩者均涉及原始生物被帶入現代社會的主題。
儘管庫珀本人反對電影與《失落的世界》過度雷同的指控， 製片方仍購買了該小說的版權以避免法律糾紛。 不過，庫珀後來擔憂若以道爾的名字作為宣傳標的，可能會使觀眾誤以為電影缺乏原創性，最終道爾的遺產管理方同意允許製片方在電影中不必提及其名字。

### 特效技術

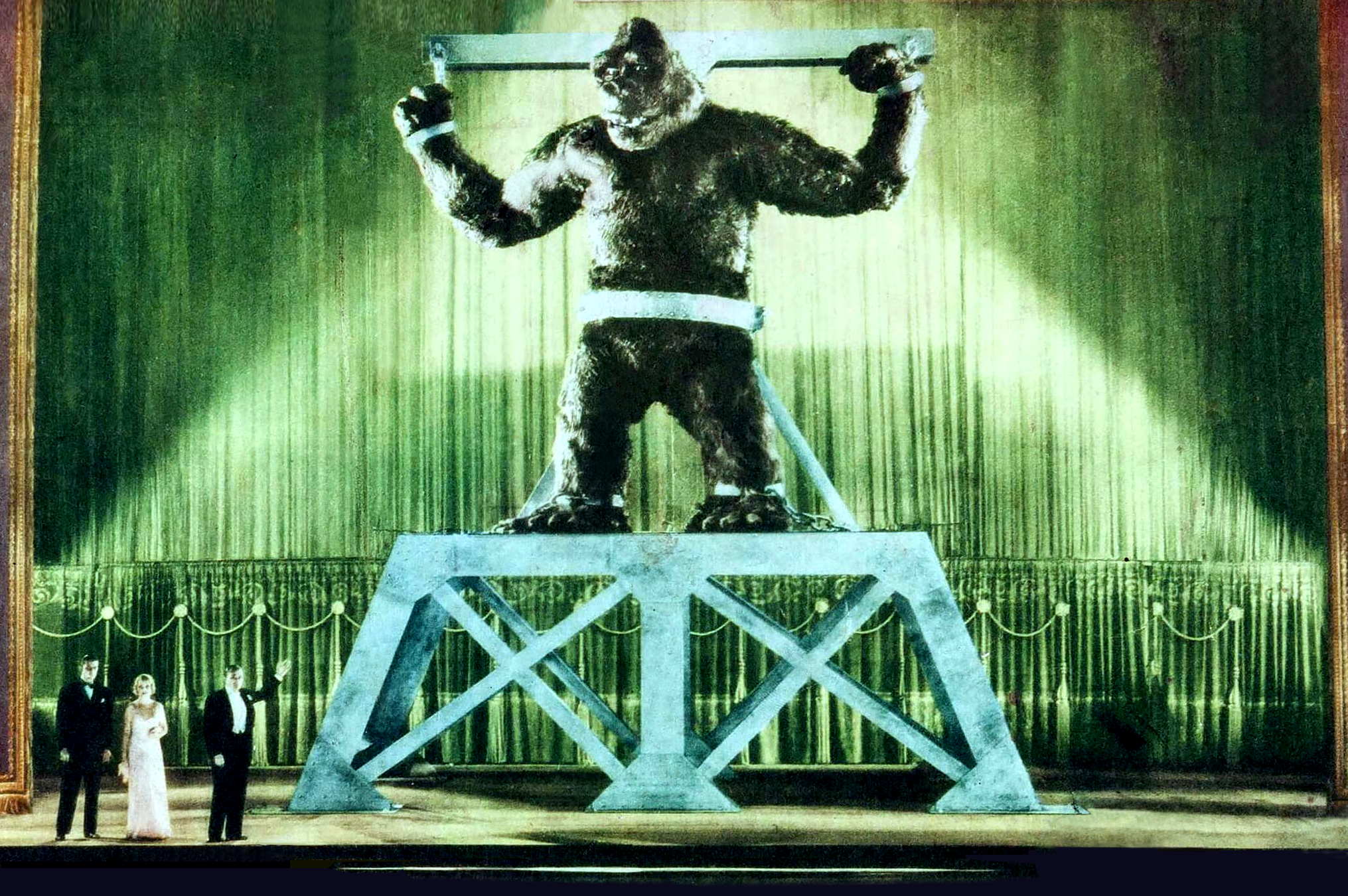
彩色宣傳照，結合了實景演員與定格動畫。

《金剛》在特效運用上具有開創性，融合了定格動畫、接景、後投影技術與微縮模型等多項當時先進的技術手法。 棲息於骷髏島（金剛）的史前生物形象，皆由威利斯·H·奧布萊恩及其助手動畫師E. B. "巴茲"·吉布森、卡羅爾·謝帕德、馬塞爾·德爾加多、奧維爾·戈爾德納與弗雷德·里夫等人共同運用定格動畫技術製作而成。 這些定格動畫鏡頭製作過程繁複且費時，團隊為維持拍攝期間光線一致，甚至在日間嚴格禁足攝影棚內。 叢林場景則採用多層玻璃畫技法製成，由馬里奧·拉里納加與拜倫·L·克拉貝負責繪製。 這些玻璃畫與後投影技術結合，用於呈現丹漢與船員初抵骷髏島的畫面，並搭配鳥群特效豐富視覺層次。
對特效團隊而言，最大挑戰在於實景拍攝演員與後製定格動畫的無縫互動。最基礎的合成方法是先曝光畫面一部分，再利用同一底片重曝另一部分，完成多重畫面合成，此技術即為遮罩。 較複雜的合成鏡頭則採用雙重曝光與威廉斯過程，藉由製造移動遮罩（traveling matte）來達成更動態的影像合成效果。

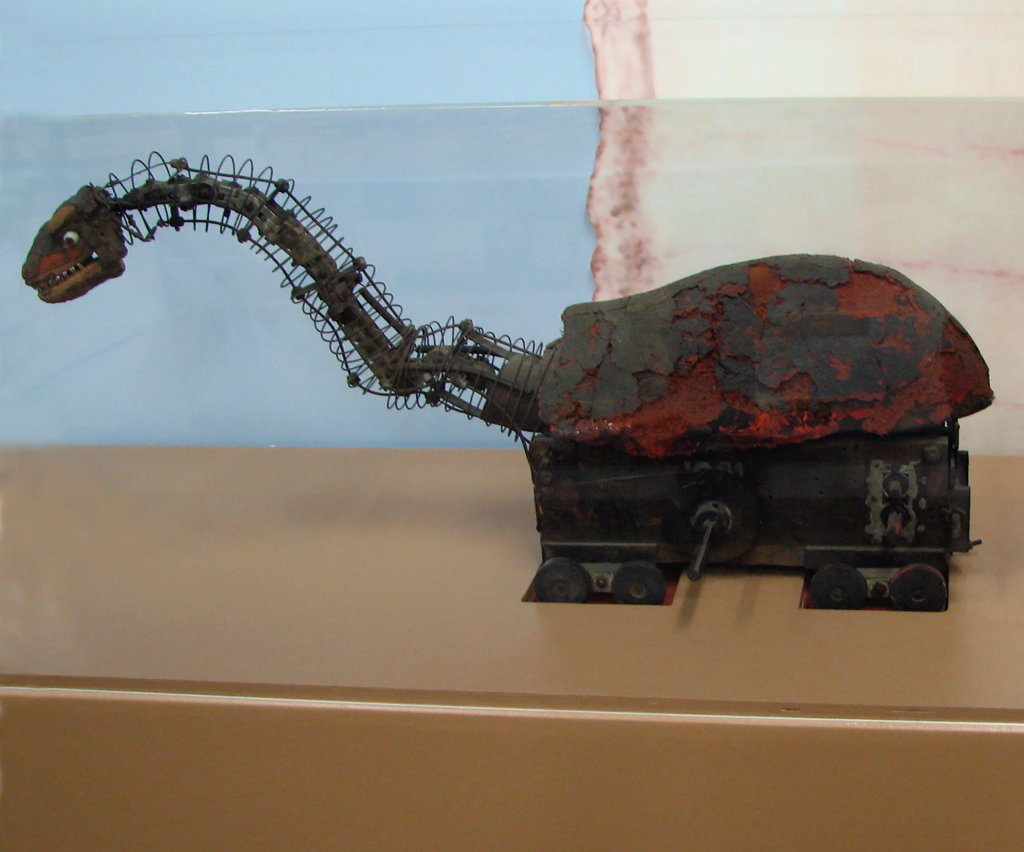
雷龍的定格動畫骨架模型

另一項結合真人與定格動畫的突破技術是後投影技術。 演員背後設置半透明螢幕，由投影機將先拍攝完成的定格動畫影像投射至螢幕，並與演員同時拍攝，創造出真實互動感。 這是雷電華首次將此技術用於電影中。 例如金剛與暴龍激戰、安坐樹上觀戰的場景即是此法拍攝完成。定格動畫先行完成拍攝，女主角費·芮依隨後花費22小時坐在假樹上，根據投影畫面模擬出真實的驚恐與反應，該過程使她肌肉酸痛數日。類似技術也用於「冒險號」水手擊殺劍龍的鏡頭。
奧布萊恩與團隊另創後投影搭配微縮模型的拍攝技術。他們在縮小版場景中置入微型螢幕，再將實景影像投影於其上。 為防止膠片過熱燒毀，會搭配風扇冷卻。此法被運用於金剛試圖抓住藏身山洞的德里斯科場景；另在金剛將安置於樹上時，雷依依據背後投影的模糊金剛畫面演出，須憑藉想像自由發揮。  整部電影的定格動畫製作耗時約55週方告完成。
為了追求真實感，梅里安·C·庫珀堅決反對讓演員穿著大猩猩裝來扮演金剛。 然而，長期以來一些媒體報導曾聲稱，電影中某些場景的金剛是由穿著猩猩服的演員飾演。 不過，電影歷史學者普遍認為，《金剛》所有涉及金剛角色的場景均是透過高度精細的動畫模型完成，並非真人扮演。 這些動畫模型高度約為14至18英寸（36至46）。 模型由金屬骨架製成，外覆棉花、乳膠與兔毛。 動畫師操作時造成毛皮的移動，意外地成為金剛的一大特色。每次拍攝結束後，模型都需進行維修。
金剛臉部與上半身的特寫畫面，是利用一個全尺寸的機械模型來拍攝，該模型由德加多設計。 該模型按五十英呎高的比例打造，以四十張熊皮覆蓋。 操作此模型的眼睛與嘴巴以模擬活生生怪獸的動作，需六位操作員進行操控。 拍攝金剛抓住安的特寫時，也製作了對應比例的手臂與爪子。 恐龍模型則是重用奧布萊恩未完成作品《創世記》中的道具。 本片於1933年01月完成製作。 製作成本總計672,254.75美元，其中部分開支來自《創世記》的預算。

### 實景拍攝
1932年5月至6月間，劇組在《最危險的獵物》的叢林布景上首次拍攝金剛的場景，部分鏡頭後來被用作提交給雷震華董事會的測試影片。當時劇本尚未完成，對白大多為即興發揮。由於叢林場景預定在《最危險的獵物》拍攝結束後即拆除，庫珀便在此期間完成所有叢林場景的拍攝。7月間，舍德薩克在紐約港拍攝了幾個全景鏡頭，同時製作團隊也著手準備拍攝島上土著村落的場景。此外，在長島的海軍機場拍攝了飛機起飛與飛行的鏡頭。片中紐約市的遠景則是從帝國大廈上拍攝，並從大樓業主處取得了錨桿塔的建築圖，依此於好萊塢攝影棚內搭建實物大小模型進行拍攝。
8月間，登島與毒氣彈的場景於加利福尼亞州聖佩德羅拍攝。島上土著村落的場景則在卡爾弗城的卡爾弗影城內拍攝，村落布景重用自電影《南海的劫火》。島上高牆的布景則是將1927年電影《萬王之王》的布景改裝，加上巨型大門、銅鑼與原始風格的雕刻。安被帶往獻祭神壇的場景在夜間拍攝，動員數百名臨演與350盞燈具，為了跟拍被帶走的安，攝影機安裝在吊臂上進行拍攝。由於臨演手持火把，可能引發火災，卡爾弗消防局亦派員駐守現場。拍攝結束後，城門與牆壁布景被保留下來，並於《亂世佳人》中重用，在亞特蘭大焚毀場景中被摧毀。至於片中金剛從旅館擲出女子的場景，則於攝影棚內利用可活動的金剛手臂模型拍攝；同時拍攝的還有一名正在房內打牌的男子見到金剛臉孔後驚訝的畫面，該鏡頭使用了金剛的上半身模型，但最終未剪進正片中。
9月至10月期間，舍德薩克完成原住民村落的拍攝後，回到攝影棚，搭建「冒險號」的船艙與甲板場景，並完成船上場景的拍攝。之後他再度前往聖佩德羅拍攝港口場景。布洛德威劇院的場景則是在神殿禮堂包場一天拍攝完成。至10月底，安與傑克於帝國大廈頂樓重逢的場景也拍攝完成，標誌主要攝影作業正式結束。此後，舍德薩克前往敘利亞準備拍攝新片《阿拉伯》（Arabia），但該計畫最終遭到取消。

### 音效與配樂
穆雷·斯皮瓦克擔任本片的音效製作。金剛的吼聲由獅子與老虎的錄音混合後，反向並慢速播放而成。 斯皮瓦克本人則透過擴音器模仿金剛的「愛的哼聲」，並以慢速播放處理。金剛的腳步聲則是由他穿戴特製裝置，在腳上綁有活塞並包覆泡棉的箱子──踩踏碎石製作而成。 胸口敲擊聲則是斯皮瓦克以鼓棒敲打助手背部錄製，麥克風貼於助手背部捕捉聲響。 他還利用空氣壓縮機製作恐龍的嘶嘶聲，並用自身聲音模仿恐龍的呱呱叫聲。 暴龍叫聲融合了美洲獅的咆哮。 此外，斯皮瓦克也負責水手的尖叫聲。 飾演安的費·芮伊則於錄音現場完成了角色所有尖叫，後因連日尖叫，她表示「連低聲耳語都說不出來好幾天」。 她的尖叫聲也被用於《金剛之子》與《死亡遊戲》等作品。
儘管電影資金接近枯竭，庫珀與舍德薩克仍堅持需要原創配樂，以免金剛失去真實感，且不願採用通用配樂。 因此聘請了馬克斯·斯坦納擔任作曲。 斯坦納於1932年12月9日展開創作，並於八週後完成。 交響樂團共46名成員，但錄音效果豐滿，有時被形容如80人編制。 以同期標準來看，46人樂團規模相當龐大。 斯坦納表示，庫珀自掏腰包支付了五萬美元樂團費用。
斯坦納將配樂定位為「印象派且令人恐懼」的風格（引自其本人說法）。 創作過程中，他汲取了克洛德·德彪西與莫里斯·拉威爾的音樂靈感，尤其體現在丹漢姆與其船員航行至骷髏島海面場景的配樂。 該場景配樂使用《霧中小舟》，豎琴象徵海浪，弦樂描繪霧氣瀰漫。 他亦在動作場景融入不協和音，諸如金剛墜落致死之際。 勞倫斯·麥克唐納認為，這種不協和音反映了德彪西的作曲風格。 海洋場景為配樂首次出現，斯坦納意圖透過音樂連結電影的奇幻氛圍。 音樂史學家邁克爾·斯洛維克指出，此聯結喚起觀眾對未知的感受，且與其暫時懷疑現實的心態相關。 金剛與暴龍戰鬥場景為骷髏島唯一未配樂部分，僅使用動物叫聲。 紐約後期場景多有配樂，惟飛機包圍金剛之際則無。 斯坦納經常運用米奇摹寫，{麥克唐納認為此為斯坦納配樂最顯著特徵。 斯洛維克指出，《金剛》比同期其他電影更頻繁使用此手法，形容斯坦納的「米奇摹寫」近似卡通音樂而非傳統好萊塢風格。 例如島民首領走向丹漢姆一行人時，音樂與步伐同步；配樂亦反映螢幕外動作，如金剛走向祭壇要獻祭安的場景，此手法主要見於默片時代。
斯洛維克指出，整部配樂包含三個主要主題：金剛主題、安主題與叢林主題。 斯坦納在創作金剛主題時，受到理查·瓦格納的啟發。 金剛主題採用一種稱為半音階的作曲手法，包含三個下降音符。 根據彼得·富蘭克林，其他主題皆衍生自金剛主題中的這三音符序列。《金剛進行曲》（King Kong March）是丹漢姆表演時使用的百老匯風格曲目，改編自金剛主題，但旋律音符方向為上升而非下降。 安的主題《偷來的愛》（Stolen Love）是一首維也納華爾滋，開頭音符與金剛主題相似。 斯坦納在金剛死亡前，將金剛主題與安的主題融合成一首曲子。
音樂傳記作家史蒂文·C·史密斯指出，還有一個「危險主題」，由四個音符組成，帶有「疑問」的情感，首次出現於《被遺忘的島》。 後來此主題在德里斯科爾向安表白時轉為大調，象徵「愛情的危險」。庫珀晚年曾表示，《金剛》成功很大程度來自馬克斯·斯坦納創作的音樂，當時好萊塢沒有人能做到如此水準。 斯坦納本人也曾說這部電影「是為了音樂而製作的」。
電影上映時，配樂並未受到太多評論關注，因為觀眾焦點多集中於特效創新。 隨著電影聲譽提升，配樂逐漸受到更多重視。 克里斯多夫·帕默評論此配樂為「好萊塢音樂的真正起點」。默文·庫克補充說，斯坦納「幾乎以一己之力標誌了非劇中音樂的成長」。
在《默片之後：1926至1934年早期有聲電影時代的好萊塢電影音樂》一書中，斯洛維克認為《金剛》配樂並未如許多學者所言，深遠影響好萊塢電影配樂。因電影本身異常，配樂無法開創全新電影配樂寫作方法。 他也認為斯坦納借鑑了當時已建立的好萊塢音樂模式。 斯洛維克指出，金剛並非塑造好萊塢黃金時代音樂的唯一作品，而是眾多重要作品之一。他解釋，此配樂融合「原創與交響音樂」，在當時電影配樂中較為罕見。 這些配樂亦被重用於《雙重綁架》（Double Harness）、《龐貝末日》（The Last Days of Pompeii）及《最後的莫希干人》（The Last of the Mohicans）等作品。 島嶼主題音樂作為管弦樂場景，亦出現在彼得·傑克森2005年重拍版中。 多年來，斯坦納的配樂由多家唱片公司錄製，並有原聲帶CD發行。

## 上映與審查

### 初次上映與票房

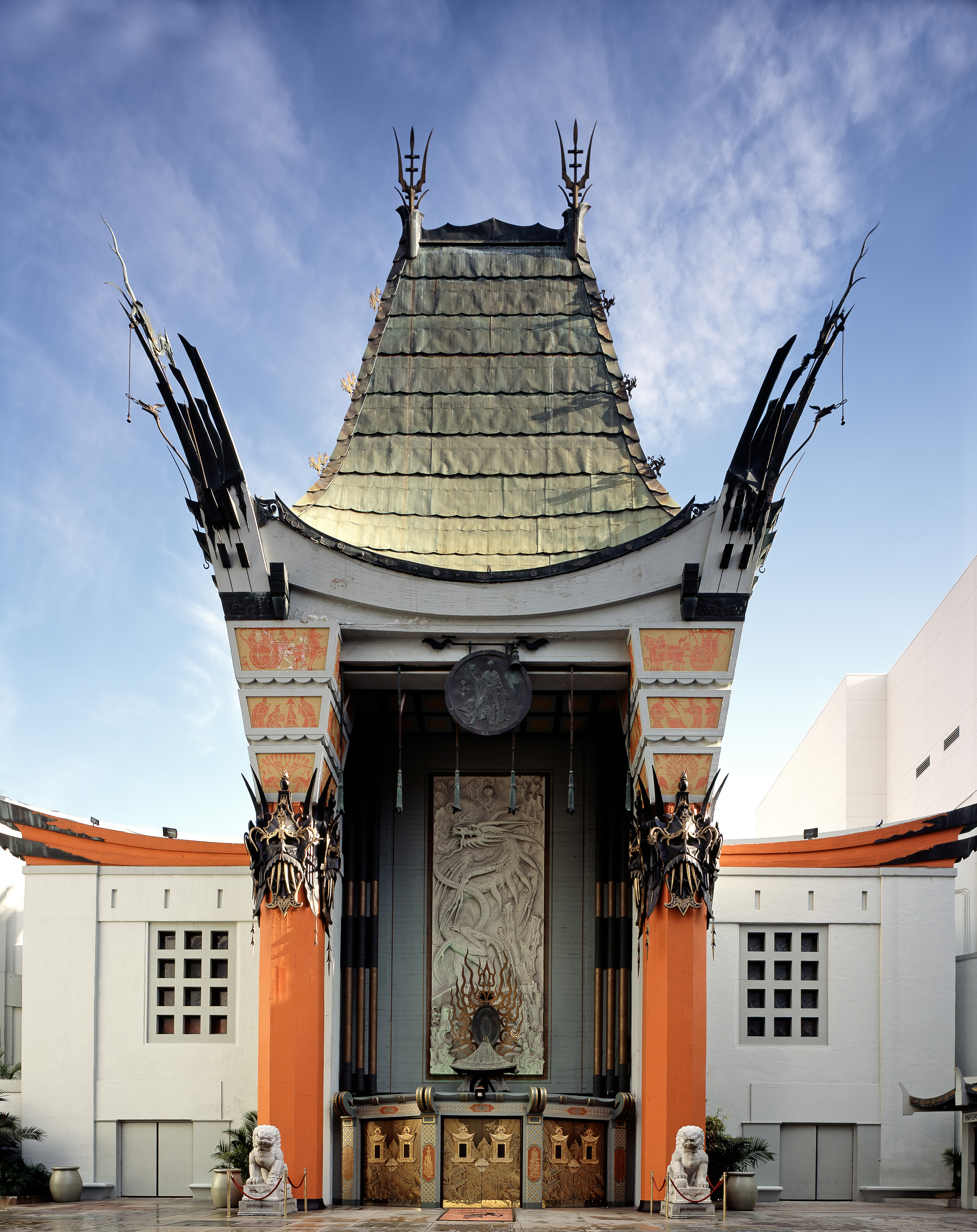
中國戲院，《金剛》在此舉行好萊塢首映。

《金剛》的宣傳活動包括報紙廣告、廣播廣告和海報。 該片於1933年3月2日在紐約市的無線電城音樂廳和雷電華首映。 紐約首映三天後，美國總統富兰克林·德拉诺·罗斯福宣布全國實施為期四天的銀行假期（1933年緊急銀行法案）。 電影在開畫週末大約賺得9萬美元票房收入。 由於全國銀行假期，電影上映第二週票房收入下降約50%。 電影在紐約上映第二週與第三週觀眾數量皆有所下降。 首次上映期間，該片獲利約65萬美元。 截至1952年重映前，全球租金收益報告為284萬7千美元，其中包括美國與加拿大的107萬美元，利潤約131萬美元。
好萊塢首映於1933年3月24日在洛杉磯中國戲院舉行。 首映會上還有原住民舞蹈和高空秋千表演。 電影正式上映日期為1933年4月7日。 《白雪公主》1952年重映取得成功後，《金剛》亦於同年重映。 重映後，《綜藝》雜誌估計該片在美國與加拿大又賺進160萬美元，使累計租金收益達390萬美元。 重映收益估計約250萬美元，約為1933年收益兩倍。

### 審查與修復
1933年首映後，好萊塢開始實施更嚴格的电影制作守则，《金剛》在1938至1956年間多次重映時，部分鏡頭遭剪輯或刪除。 審查者刪除了雷龍攻擊水中船員，以及一人被追趕上樹殺死的鏡頭。 亦刪除金剛脫掉安·達羅衣服、咬人及踩人的片段。 金剛錯認睡著的女子是安，將她摔死的鏡頭也遭刪除。
一段描述巨大昆蟲、蜘蛛、爬行類掠食者與觸手怪物吞噬被金剛甩下木頭、落入峽谷的船員鏡頭，因過於駭人而未經原製作規範審查即被雷電華刪除。庫珀認為該鏡頭「停止了故事發展」，因此在原版上映前被剪輯。 試映觀眾中也有人因此提前離場。 該鏡頭現已失傳，僅存少量靜態影像與製作草圖。 也有說法認為該片段並未拍攝完成，僅存在於劇本及小說化版本中。
該片最初在納粹德國被禁映，審查機構稱其為「對德國人民神經的攻擊」以及「違反德國種族感情」。 電影上映不久後，也因暴力內容在芬蘭被禁，禁令於1939年解除。
雷電華未保存原版底片或含刪減片段的發行拷貝，多年來這些刪減場景被視為散失媒體。1969年，在費城發現一卷包含刪減片段的16毫米拷貝，刪減片段得以加入，電影長度恢復到原始上映的100分鐘版本。此版本於1970年由雅努斯影業送至藝術影院重映。 隨後二十年間，環球影業對《金剛》進行進一步的膠片化學修復，修復底片為1942年發行版，缺失部分則取自1937年底片，該底片因投影使用有嚴重垂直刮痕。 1980年代在英國發現的原始發行拷貝中，包含品質較佳的刪減場景。
經過長達六年的全球素材搜尋後，2005年華納兄弟利用4K解析度掃描完成全面數位修復，並新增4分鐘序曲，使總時長達104分鐘。 該項目由電影基金會與好莱坞外国记者协会資助。
1989年，透納娛樂公司曾對《金剛》錄影帶版本進行爭議性的電影著色。

### 電視與家用媒體
1956年重映後，《金剛》電影版權賣給了電視台，並於同年3月5日首次在電視上播出。 此後，《金剛》多次以VHS和雷射影碟形式發行，但品質參差不齊，直到後期才由正式廠商推出DVD版本。1984年，《金剛》成為首批以雷射影碟形式發行的電影之一，隸屬於標準收藏系列，且是第一部附有音頻評論軌道的電影。 標準收藏系列的音頻評論由電影史學家羅納德·哈弗主持。 此音頻評論曾在FilmStruck串流平台上提供。 大約在1993年，Image娛樂發行了另一張雷射影碟。 1992年，特納家庭娛樂發行了《金剛》60週年紀念版VHS，封面設計具有互動按鈕，按下金剛胸口便會發出吼聲。該版本銷量超過14萬份，彩色版尤為受歡迎，另附有25分鐘紀錄片《美麗殺死野獸》（1992年）。
2005年，華納兄弟發行了數位修復版《金剛》美國雙碟特別版DVD，正值彼得·傑克森執導的同名重拍電影上映。 此次修復計畫部分由好萊塢外國記者協會資助。 DVD中收錄了大量額外內容，包括由視覺特效師雷·哈利豪森與肯·拉爾斯頓主持的全新第三段音頻評論，以及女演員費·蕾和製片兼導演梅里安·庫珀的歷史錄音。
在《美國攝影師》（American Cinematographer）雜誌中，肯尼斯·斯威尼認為第一碟的附加內容吸引力有限，但第二碟則包含深入專題，如庫珀生平短片及彼得·傑克森製作的《雷電華製作601：金剛製作過程》（雷電華 Production 601: The Making of King Kong）。第二碟還收錄了多段訪談。該DVD亦推出限量版套裝，附帶《金剛之子》和《巨猩喬揚》。 2010年，華納兄弟推出美國數位書裝藍光版，隨碟附有32頁小冊子，作者為魯迪·貝爾默。

## 評價

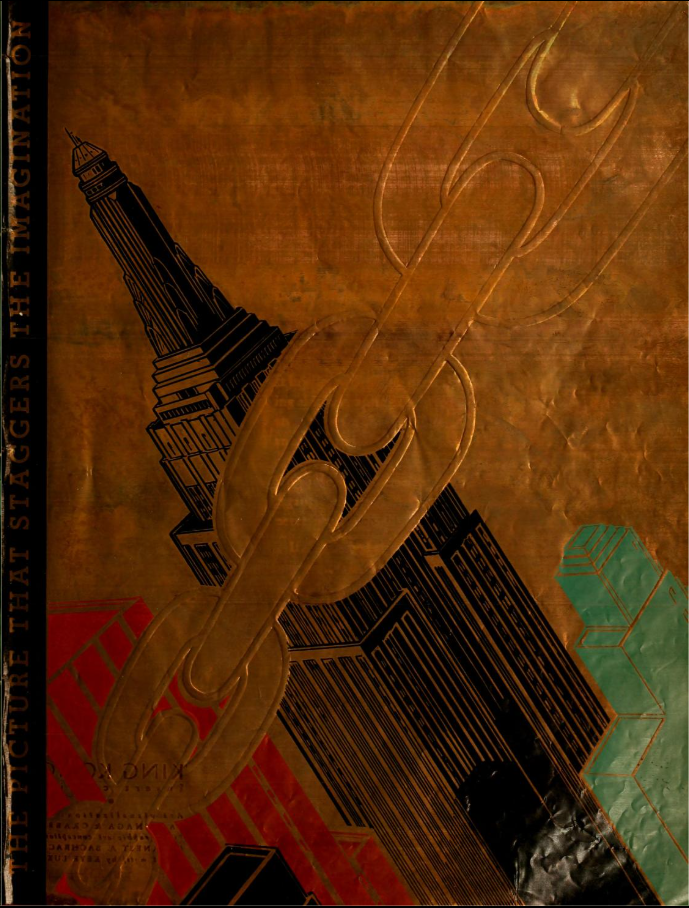
King Kong洛杉磯首映節目單封面，收錄於1933年版Hollywood Reporter。

《金剛》在上映時獲得整體正面評價。《電影先驅報》的米漢（Meehan）預測該片將成為「年度轟動電影之一」，並稱讚「沒有比這更驚心動魄的高潮鏡頭了」。 《好萊塢報導》的一則評論表示，電影「具備所有成功要素」，並預測它將「賺取大量金錢」。 同期另一篇評論則稱讚電影「製作與演出俱佳」，是「出自秀才腦海的驚人創意，為影人而拍」。 《電影先驅報》的麥卡錫（McCarthy）稱讚《金剛》「令人想像力爆炸」，並讚賞它「懸疑層層堆疊」，是「秀才影人之作」。
《電影日報》評論：「此片充滿震撼場面，並由費·蕾的尖叫聲增添恐怖氣氛，配樂更強化緊張氛圍，令觀眾如坐針氈。」評論提醒，「部分婦女及孩童可能不喜歡電影的激烈程度」。 《紐約客》的約翰·莫舍稱片中情節「荒謬」，但也寫道「片中有許多場景確實引人入勝」。 《綜藝》的喬·比奇洛（Joe Bigelow）認為觀眾習慣了「假掰氛圍」後，電影頗具「力量」，但也指出「部分細節過於誇張，難以接受」，技術創新蓋過劇情與演出。片中「許多缺點」被「整體成果所克服」。 《Newsweek》則評論庫珀與舒茲克不再是「科學家」，因為電影「誇大野生動物的偽造景象」。
《好萊塢報導》在三月號隨刊附送多頁小冊子，收錄拍攝花絮與概念草圖，並給予影評肯定。 該小冊子即為電影洛杉磯首映會的節目單。

### 當代評價
根据評論匯總网站爛番茄汇总的116篇评论文章，97%的评论家给予该作正面评价，平均打分为9分（满分10分）。该网站总结的评论家共识是“《金剛》成功探索怪獸的靈魂——帶領觀眾一同尖叫與落淚——主要來自金剛突破性的特效技術。”
在Metacritic上，12位影評人共給予了92分的分數（滿分100分），這部電影獲得了「一致好評」。
2020年，艾德·辛庫斯在《今日美國》中表示，《金剛》「依然是令人瞠目結舌、震撼心靈的劃時代娛樂作品」。 《華盛頓城市報》稱它為「奠定當代流行文化重要基石的電影」。
電影史學家{麥可·普萊斯（Michael Price）稱《金剛》是「由一群非凡且大膽的藝術家與工匠共同打造的傑作」。布萊恩·艾格特（Brian Eggert）指出，《金剛》的偉大之處在於它集結了經典好萊塢製作策略的精華，他同時讚賞配樂「恰如其分地引導每一個情緒」。英國廣播公司的艾瑪爾·哈夫利達森（Almar Haflidason）讚揚配樂營造的「奇幻氛圍」及「金剛角色的多層次豐富性」，並認為動畫「技術精湛且動作設計充滿想像力」。
著名影評人罗杰·伊伯特將《金剛》列入他的「偉大電影」名單，讚賞道：「雖然部分特效看起來人工，有種當代電腦特效難以呈現的奇異魅力……即便開頭節奏緩慢、演技稍嫌生硬，且尖叫聲不斷，電影依舊具備一種永恆且原始的魅力。」
詹姆斯·貝拉迪內利指出，隨著科技進步與演技提升，電影部分元素已顯過時。他認為演技較弱，但對當時的特效仍抱有敬意。 《衛報》提到金剛身形在電影中有明顯變化，並評論相較於現代電影技術，《金剛》「已不再是驚悚片……反倒成為多年來最精彩的喜劇之一」。 《時代雜誌》評論金剛「有時會以兩倍大小切換」。 多倫多國際影展指出，電影中對人類尤其是原住民的描寫過於簡化。

## 分析

### 種族刻板印象

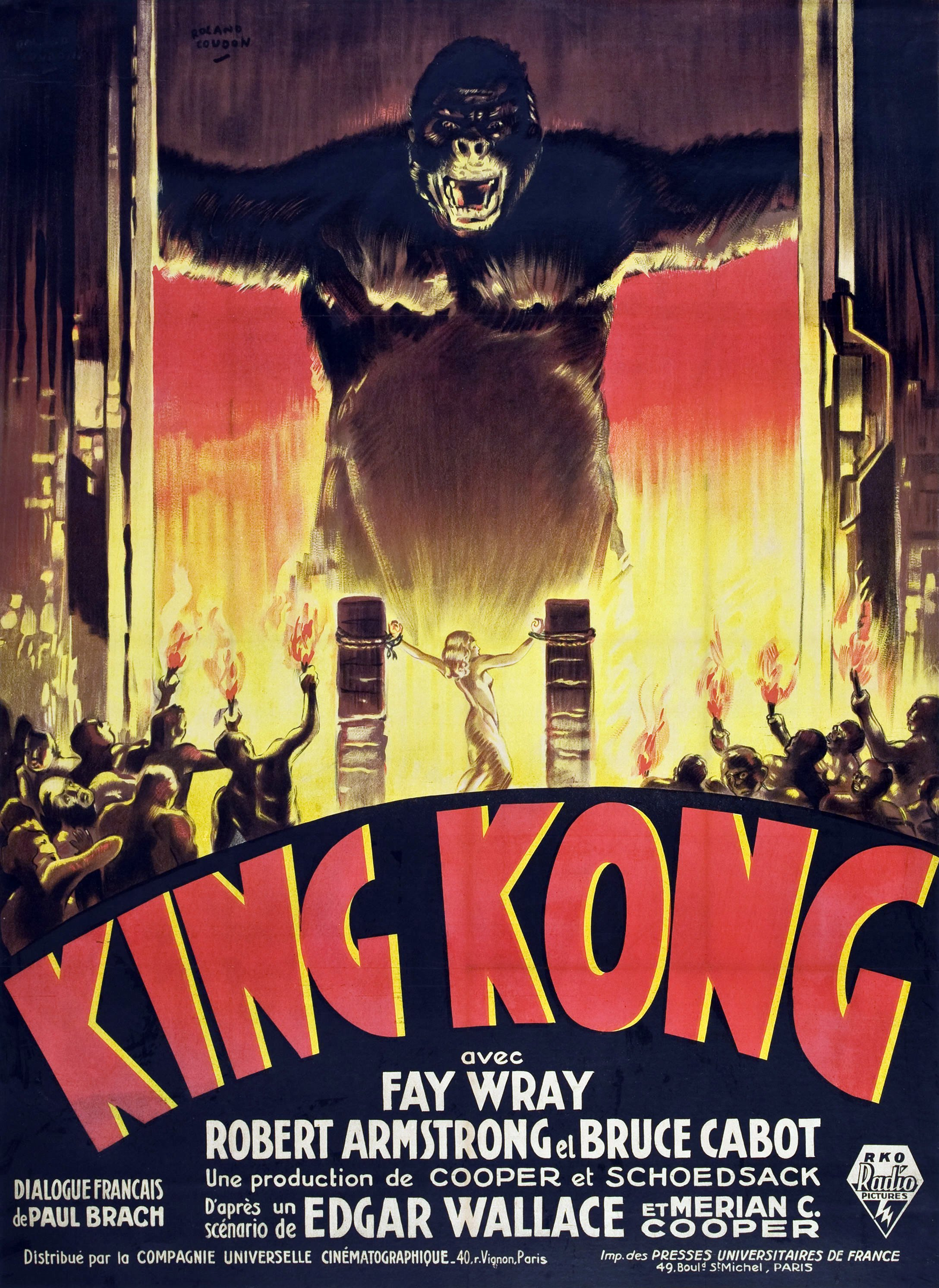
另一版《金刚》的剧场版海报

多數影評人對《金剛》在種族描繪上的議題進行了探討。NPR製作人羅伯特·馬雷斯基（Robert Malesky）指出：「對許多人來說，原版電影中的情色元素與種族主義只是配角主題，是1930年代美國社會結構的一部分。」 作者瑞恩·布里特（Ryan Britt）認為評論家往往將電影中的問題視為「製作年代的時代產物，雖然不討喜，卻可被忽視」。他補充說：「電影中帶有元小说性的敘事手法，幾乎為某些文化不敏感行為提供了辯解。」 在19世紀及20世紀初，非洲裔人士常被以類猿形象描繪，這種隱喻結合種族主義刻板印象，並隨著「科學種族主義」的興起而被強化。 早期電影往往反映出當時的種族緊張氛圍。儘管《金剛》常被拿來與《美女與野獸》的故事相提並論，許多影視學者認為該片實際上是一則關於異族戀的警示故事，且其中「黑色特質的承載者並非人類，而是猿類。」 《Inverse》媒體的喬丹·扎卡林（Jordan Zakarin）引用作家兼教授克里斯多夫·米奇利格（Christopher Michlig）表示，儘管現代許多觀眾認為該片帶有種族主義色彩，但它反映的是1930年代對神秘地區與族群的認知。
電影因對原住民與廚師查理（Charlie）的種族刻板描寫而受到批評，後者在發現安被綁架時喊道：「瘋狂的黑人又來了！」 導演法蒂瑪·羅尼（Fatimah Rony）認為查理的職業與動作帶有女性化色彩。 她也指出，島上原住民被描繪成「野蠻人」，這一形象與其深色皮膚緊密相連。 2013年《亞特蘭大黑人星報》形容島上居民「如同亞人或靈長類動物……缺乏獨特的溝通方式」。 羅尼指出，劇組使用非裔美国人與亞基人男子飾演印尼人。 她認為，當安被選為獻祭對象，而非當地原住民女孩時，已蘊含種族暗示。 韦恩州立大学影視教授辛西婭·厄布（Cynthia Erb）表示，「安那珍貴的白皙膚色」是電影中「最令人不安的種族元素」，而非「金剛的黑色膚色」。 她解釋，叢林題材電影中「對原住民的描繪常帶有施恩態度、刻板印象與種族主義」，並補充說：「我認為這種情況確實發生在骷髏島居民身上。」
評論家也將金剛本身視為種族緊張的象徵。《亞特蘭大黑人星報》指出金剛與黑人男性之間存在種族寓言，認為金剛「因对白人女性的無盡渴望而走向毀滅」。 厄布認為，金剛的形象更接近「高贵野蛮人」與鬥士，而非「性侵略者」。羅尼分析指出，金剛被視為「高貴野蠻人」，是因為他為了對安的情感與恐龍作戰。 她同時強調，金剛「並非純粹的黑人」，因為他帶有東方風格的名字，且骷髏島的地理位置在印尼，使其與亞洲有所連結。
羅尼稱這是「有史以來最荒謬的『種族電影』之一」， 也是當時多部電影中，將具有非洲、亞洲或太平洋島嶼血統的人物描繪成猿猴怪物的典型作品。 她表示，導演庫珀特意讓安成為金髮，以凸顯她與金剛的差異， 並藉由安作為白人女性，塑造她成為「怪獸般野獸的某種誘餌」。
電影中雙種族互動的議題也引起不少關注。羅尼指出，電影「最終展現了電影製作傾向創造反映不同时代焦慮的怪物」。 她認為金剛象徵著雙種族之間的性關係，而這在當時被視為禁忌。貝倫斯坦則認為金剛與安的關係是「跨種族的象徵」，並分析電影同時「確認」與「動搖」了「白人至上主義」的觀念。 她指出，安既是警示，也象徵著對「異族通婚」可能帶來怪異性的召喚。作家詹姆斯·A·斯尼德（James A. Snead）與德國學者達格瑪·洛倫茲將丹漢（Denham）比作殖民主義者，並將金剛的捕獲與奴隸貿易相聯繫。厄布進一步基於丹漢的殖民主義者形象，認為電影在序幕之後似乎對殖民主義提出了「挑戰」。扎卡林則表示，電影中一些令人不安的元素，根源在於庫珀認為這些因素賦予了電影冒險精神。

### 安的描繪

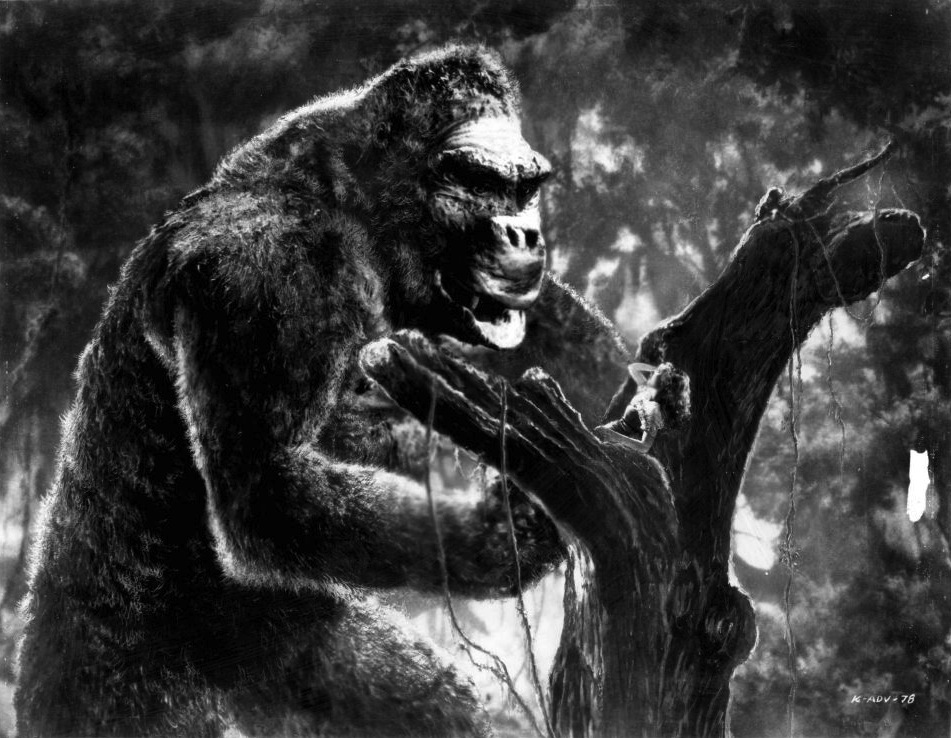
金剛將安（費·芮）放在樹上以保護她（並防止她逃跑），之後與暴龍搏鬥

此片在女性形象刻畫上受到性別歧視的批評。傑·泰洛特指出，電影透過以男性為主的船員群體，以及丹翰與傑克的「反浪漫言論」，「建立了壓抑的模式」。 作者約瑟夫·安德里亞諾（Joseph Andriano）認為，電影試圖藉由金剛與安的關係來削弱性別歧視的觀念，但由於安被塑造成無助的形象，該嘗試未能成功。他補充說，金剛的結局是因「女性魅力」而致，暗示「無助的女性比能幹的男性更具力量」。
羅娜·貝倫斯坦指出，尖叫女王是「叢林恐怖」類型的核心元素。 丹翰教導安尖叫，儘管當時並無威脅。貝倫斯坦認為這種受指導的尖叫，也影響了安對金剛的反應，使尖叫成為一種表演。 她進一步指出，這種尖叫的練習顯示安與金剛的關係「不僅僅是受害者與怪物之間」， 且安受到金剛的侵害，是因她追求獨立後才發生的。
貝倫斯坦將安為金剛獻祭的行為與丹翰在紐約展出金剛相提並論，認為這讓安和金剛成為「雙生體又對立的存在」。 她指出，電影中建立了「有色人種、白人女性和猿猴怪物之間的連結」。 馬克·魯賓斯坦（Mark Rubinstein）則比對了金剛在紐約的肆虐和他在骷髏島保護安的行為，認為金剛既守護著安，也展現出她屬於他的態度。 魯賓斯坦指出，電影開頭的諺語警告愛情，意指男人若被女人吸引，可能會遭遇「墜落」。 他認為安並沒有回應金剛的愛意。 而費·芮本人也表示，安對金剛並無浪漫情感，只有恐懼。
也有人指出，安其實受到丹翰的控制。厄布認為，金剛追求的是與安的浪漫關係，而丹翰則把安當成賺錢的工具。 她解釋說，丹翰在現代觀眾眼中看起來「控制慾強」，但對1930年代的觀眾來說，更像是一位「有企圖心的表演者」。 根據羅尼和貝倫斯坦的看法，安被丹翰掌控， 成為「一件商品與奇觀」，在丹翰的指導下承受著男性凝視，並練習尖叫。 斯尼德則指出，電影中的女性被塑造成「視覺資本」，而非「真正的人類或潛在伴侶」。

### 自然與文明
儘管庫珀與舍德薩克當時接受訪談時堅稱《金剛》沒有隱含意義，庫珀逝世後出版的一次訪談透露，他拍攝此片的靈感來自一隻巨大的猿猴從最高建築物墜落的畫面，象徵原始人終將被現代文明所取代。這一理念成為後續學術分析該片的重要起點。厄布（Erb）在分析中著重探討原始主義與文明之間的衝突。 她認為，金剛喚起了原始感，象徵自然；而丹翰（Denham）則代表現代社會。 她主張，電影展現了「自然對文化的復仇」，同時也揭示了自然最終的失敗。
雖然厄布並不否認電影中存在性別歧視與種族主義的議題，她認為金剛與安的互動超越了種族與性別的框架。 她指出，當金剛部分脫去安的衣物時，這「將她帶入了野性的領域」。 根據她的分析，金剛觸摸並聞嗅安的衣物是原始行為，因為這強調了視覺以外的感官體驗，而過度依賴視覺則是現代社會的特徵。 她解釋，金剛的侵略性與溫柔交替出現，「可能同時體現了1930年代電影中叢林傳統的惡魔與伊甸園的衝動」。
厄布認為，骷髏島的設計刻意與紐約市形成對比。泰洛特（Telotte）持類似看法，指出島上許多場景呼應都市生活的事件。 他認為，金剛是從「伊甸園世界」被帶走，並在現代社會中遭受剝削。 金剛在紐約市的狂暴行為，是「試圖摧毀現代文化根基的行動」。洛倫茲則主張，電影將「西方文明視為金剛毀滅的根源」， 並指出將骷髏島的「野性」描繪成「野蠻」，似乎在傳達「野蠻性」的觀念。
《華盛頓郵報》的湯姆·謝爾斯（Tom Shales）持不同看法，認為此片更像是「現代人面對自身本性的寓言」，而非僅僅是美女殺死野獸的故事。

## 影響

《金剛》於1952年由大映發行，是日本戰後首部上映的怪獸電影。

自上映以來，《金剛》獲得了多項重要榮譽。1975年，《金剛》被美國電影學會列為美國50部最佳電影之一。 同時期，該片也受到學術界的關注。
1981年，任天堂電子遊戲《大金刚系列》推出，其角色設計與金剛有明顯相似之處。1991年，該片被美國國會圖書館評定為「文化、歷史及美學上具重要性」，並入選美國國家電影登記表永久保存。1998年，《金剛》於美國電影學會百年百大電影中排名第43名。
由威利斯·H·奧布萊恩操刀的定格動畫特效對全球電影界影響深遠，啟發了多部經典類型片，如《巨猩喬揚》、《原子怪獸》、《黑湖妖潭》、《摩斯拉》以及《侏羅紀公園》等。 此外，《金剛》也是《哥吉拉系列》的重要靈感來源之一，製作人田中友幸表示：「我想做點大事。這是我的動機。我嘗試過各種想法。我喜歡怪獸電影，並深受《金剛》的影響。」
日本大映公司曾於1952年發行《金剛》重映，成為戰後日本首批怪獸電影之一，該公司後來製作了《卡美拉》、《大魔神》等特攝作品。1954年，大映發行了《原子怪獸》，這些發行活動對《哥吉拉》和《卡美拉》系列電影產生了重要影響。
此外，作者丹尼爾·洛克斯頓（Daniel Loxton）提出，《金剛》甚至激發了現代尼斯湖水怪的傳說。
美國電影學會榜單
- AFI百年百大電影 – 第43名
- AFI百年百大驚悚電影 – 第12名
- AFI百年百大愛情電影 – 第24名
- AFI百年百大英雄與反派：
  - 金剛 – 入圍反派
- AFI百年百大电影台词 - 
  - 「哦，不，殺死野獸的不是飛機，而是美女。」– 第84名
- AFI百年电影史电影配乐 – 第13名
- AFI百年百大電影（十周年版） – 第41名
- AFI十大類型十大佳片 – 第4名奇幻電影

### 續集與系列作品
金剛系列
德洛斯·W·洛夫萊斯（Delos W. Lovelace）受庫珀委託撰寫了《金剛》的小說版本，署名為他本人，並註明「構思：埃德加·華萊士與梅里安·C·庫珀」。 沃爾特·里珀格（Walter Ripperger）則為《一角神秘雜誌》撰寫了兩部分的連載小說，並標示為「埃德加·華萊士的最後創作」。
電影與角色啟發了多部模仿及續作。《金剛》上映當年即迅速製作了續集《金剛之子》。
1960年代，雷電華將金剛的角色授權給日本東寶，東寶製作了兩部電影：《{金剛對哥吉拉》及《金剛的逆襲》，兩片皆由本多豬四郎執導。這些作品多與原作劇情無關，風格也大不相同。
1976年，製片人迪諾·德·勞倫提斯推出了重拍版本。 此版本遵循原劇情架構，但將背景設定在當代，並對細節進行多處改動。 1986年則推出續集《金剛再生》。1998年，華納兄弟發行了一部較鬆散改編的動畫的電影《無敵的金剛》。
2005年，環球影業推出另一重拍版本，由彼得·傑克森編劇與執導，背景回歸1930年代，較貼近原作。隨後，傳奇影業與華納兄弟合作推出《金剛：骷髏島}》（2017年），作為怪獸宇宙系列之一，續作包括《哥吉拉大戰金剛》（2021年）與《哥吉拉與金剛：新帝國》（2024）。
電影中被刪減的片段曾激發一齣名為《Censored Scenes from King Kong》的舞台劇，於1980年首演。《好萊塢報導}》評論該劇為「糟糕季節中的最差作品」。

## 另見
- 古典好莱坞电影
- 美國動畫黃金時代
- 邪典電影列表（英语：List of cult films）
- 有恐龍出現的電影列表（英语：List of films featuring dinosaurs）
- 有巨型怪獸的電影列表（英语：List of films featuring giant monsters）
  - 票房最高電影列表（英语：List of highest-grossing films）
- 定格動畫電影列表（英语：List of stop motion films）
- 1933年電影（英语：1933 in film）
- 《失落的世界》（1925年）
- 《Stark Mad（英语：Stark Mad）》（1929年）
- 《英加吉（英语：Ingagi）》
- 《巨猩喬揚（英语：Mighty Joe Young (1949 film)）》（1949年）